# Keizer der Juniores
Le Keizer der Juniores est une course cycliste par étapes belge disputée dans la province de Flandre-Occidentale, en Région flamande. Créée en 1983, elle est réservée aux coureurs juniors (moins de 19 ans).  

## Palmarès
| Année | Vainqueur             | Deuxième               | Troisième               |
| ----- | --------------------- | ---------------------- | ----------------------- |
| 1983  | Krist Brulez          | Jan Mattheus           |                         |
| 1984  | Patrick Vayens        | Chris Scharmin         | Peter Naessens (nl)     |
| 1985  | Peter Naessens (nl)   | Danny Van der Massen   | Christ Lefever          |
| 1986  | Patrick Nelissen      | Didier Priem           | Danny Van der Massen    |
| 1987  | David Remmerie        | David Windels          | Joost Landuyt           |
| 1988  | Jurgen Foré           | Dirk Debaenst          | Jan Poppe               |
| 1989  | Stefaan Stouf         | Steven Dewulf          | Werner Vandromme        |
| 1990  | Werner Vandromme      | Frank Maes             | Guy Rooms               |
| 1991  | Luc Rooms             | Johan De Proft         | Nico Willems            |
| 1992  | Tom Stremersch        | Frédéric Frisquet      | Lieven Desplenter       |
| 1993  | Tom Van Eeno          | Karel Vereecke         | Chris Pollin            |
| 1994  | Kristof Trouvé (nl)   | Leif Hoste             | Chris Pollin            |
| 1995  | Wesley Huvaere        | Kristof Dereeper       | David Millar            |
| 1996  | Dirk Harteel          | Tom Eyckmans           | Frederik Penne          |
| 1997  | Staf Scheirlinckx     | Frederik Willems       | Raphaël Bastin          |
| 1998  | Jurgen Van Goolen     | Gorik Gardeyn          | Bram Debackere          |
| 1999  | Wouter Van Mechelen   | Dirk Bullen            | Frank van Kuik          |
| 2000  | Steven De Decker      | Pascal Vercauteren     | Damien Suray            |
| 2001  | Niels Scheuneman      | Jos Harms              | Mario Ickx (de)         |
| 2002  | Mark Jamieson         | Jukka Vastaranta       | James Meadley (de)      |
| 2003  | Rasmus Lehrmann       | Anders Lund            | Steven Cozza            |
| 2004  | Maxime Vantomme       | Tim Mertens            | Wim Mostaert            |
| 2005  | Stijn Joseph          | Dieter Verbeek         | Thomas Riber-Sellebjerg |
| 2006  | Sven Nooytens         | David Piva             | Rasmus Guldhammer       |
| 2007  | Peter Kennaugh        | Erick Rowsell          | Ole Haavardsholm        |
| 2008  | Jonathan Breyne       | Jimmi Sørensen         | Alphonse Vermote        |
| 2009  | Simon Lapeire         | Niels Reynvoet         | Gijs Van Hoecke         |
| 2010  | Bob Jungels           | Oscar Riesebeek        | Dieter Bouvry           |
| 2011  | Florian Sénéchal      | Jens Geerinck          | Ruben Booms             |
| 2012  | Joachim Vanreyten     | Jonas Rickaert         | Caleb Ewan              |
| 2013  | Nathan Van Hooydonck  | Thimo Willems          | Milan Menten            |
| 2014  | Stan Dewulf           | Enzo Wouters           | Jordi Warlop            |
| 2015  | Cedric Beullens       | Ethan Hayter           | Bjarne Vanacker         |
| 2016  | Andreas Kron          | Daan Hoole             | Brent Van Moer          |
| 2017  | Fabio Van den Bossche | Stan Van Tricht        | Cériel Desal            |
| 2018  | Vito Braet            | Jim Brown              | Axel Huens              |
| 2019  | Quinn Simmons         | Magnus Sheffield       | Samuel Watson           |
| 2020  | annulé                | annulé                 | annulé                  |
| 2021  | Senne Willems         | Jan Kino               | Dries Verstappen        |
| 2022  | Lars Vanden Heede     | Steffen De Schuyteneer | Noah Hobbs              |
| 2023  | Matthew Brennan       | Eliott Boulet          | Jarno Widar             |
| 2024  | Louis Chaleil         | Jurgen Zomermaand      | Lomme Van den Meerssche |